# 臺東縣議員列表
台東縣議員列表能指出現任台東縣議員的人

## 第一選區
- 饒慶鈴
- 田石雄
- 謝明珠
- 施向青
- 李建智
- 張國洲
- 黃秋
- 王非龍
- 賴嘉祥
- 陳顯興

## 第二選區
- 曾宏賢

## 第三選區
- 許進榮
- 張順貴

## 第四選區
- 張茂益
- 李振源
- 林惠就

## 第五選區
- 李錦慧

## 第六選區
- 洪玫璉
- 王清堅

## 第七選區
- 蔡義勇
- 江堅壽

## 第八選區
- 陳幸民
- 嚴亞美

## 第九選區
- 林富雄

## 第十選區
- 胡秋金

## 第十一選區
- 余忠義

## 第十二選區
- 宋賢一

## 第十三選區
- 朱連濟

## 第十四選區
- 江多利

## 相關連結
- 中選會 （页面存档备份，存于）
- 台東縣議會 （页面存档备份，存于）